# (13438) Marthanalexander
(13438) Marthanalexander (1999 XD86) – planetoida z pasa głównego asteroid okrążająca Słońce w ciągu 3,38 lat w średniej odległości 2,25 j.a. Odkryta 7 grudnia 1999 roku.